# Cercoux
Cercoux is een gemeente in het Franse departement Charente-Maritime (regio Nouvelle-Aquitaine). De plaats maakt deel uit van het arrondissement Jonzac. Cercoux telde op 1 januari 2022 1.289 inwoners. 

## Geografie
De oppervlakte van Cercoux bedroeg op 1 januari 2022 41,88 vierkante kilometer; de bevolkingsdichtheid was toen 30,8 inwoners per km².
De onderstaande kaart toont de ligging van Cercoux met de belangrijkste infrastructuur en aangrenzende gemeenten.

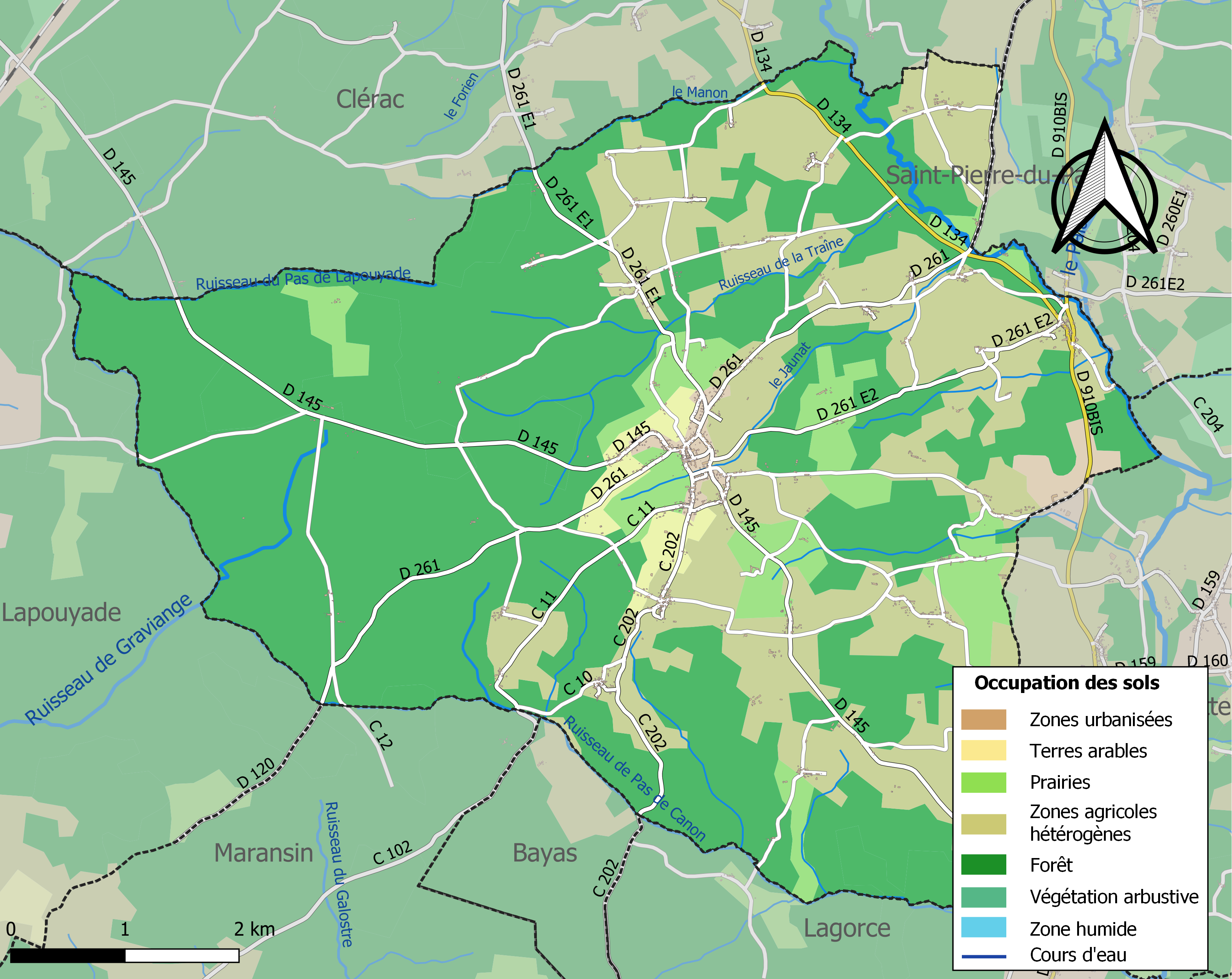

## Demografie
Onderstaande figuur toont het verloop van het inwonertal (bron: INSEE-tellingen).